# Sjömärke

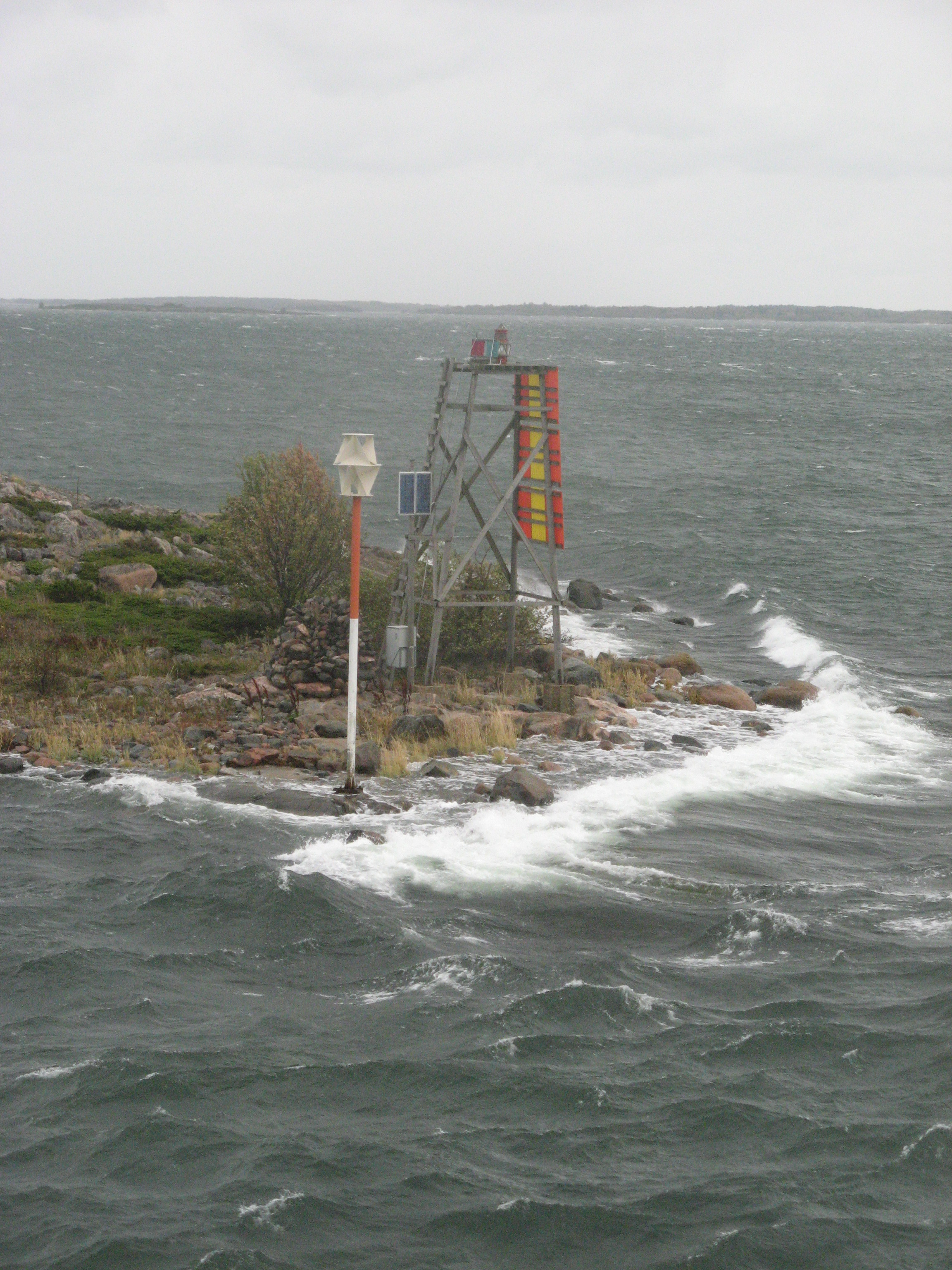
Radarmärke och linjetavla i Ålands skärgård

Sjömärke är ett märke konstruerat för att fungera som navigeringshjälp till sjöss. Sjömärken kan vara fasta såsom fyrar, fyrbåkar, båkar och spirbåkar, kummel, tavlor och cylindrar samt stångmärken, eller flytande såsom bojar och prickar. Officiella sjömärken finns utmärkta på sjökort. Därutöver finns kvadratiska sjövägmärken i form av förbudsmärken, varningsmärken, påbudsmärken och anvisningsmärken.
Sjömärken kan på olika sätt "synliggöras" med hjälp av ljus, ljud (mistlur), radiosignaler, radar (radarreflektor) och transponderteknik.
Traditionellt har det varit viktigast att utmärka inseglingsleder (jämför angöring) och farliga grund. Nuförtiden utmärks i allmänhet själva farlederna.
För att hjälpa vid angöring från havet finns stora havs- eller angöringsfyrar. Båkar och kummel fyller ofta motsvarande funktion i skärgården. Själva farlederna är utmärkta med ledfyrar, linjetavlor (se enslinje) och – i synnerhet vid grynnor eller trånga passager – prickar eller bojar.

## Lagstiftning
Det är förbjudet att skada eller riskera sjömärken, till exempel genom att förtöja båten vid prickar. Likaså är det förbjudet att lägga ut ljus eller märken som kan förväxlas med officiella sjömärken.

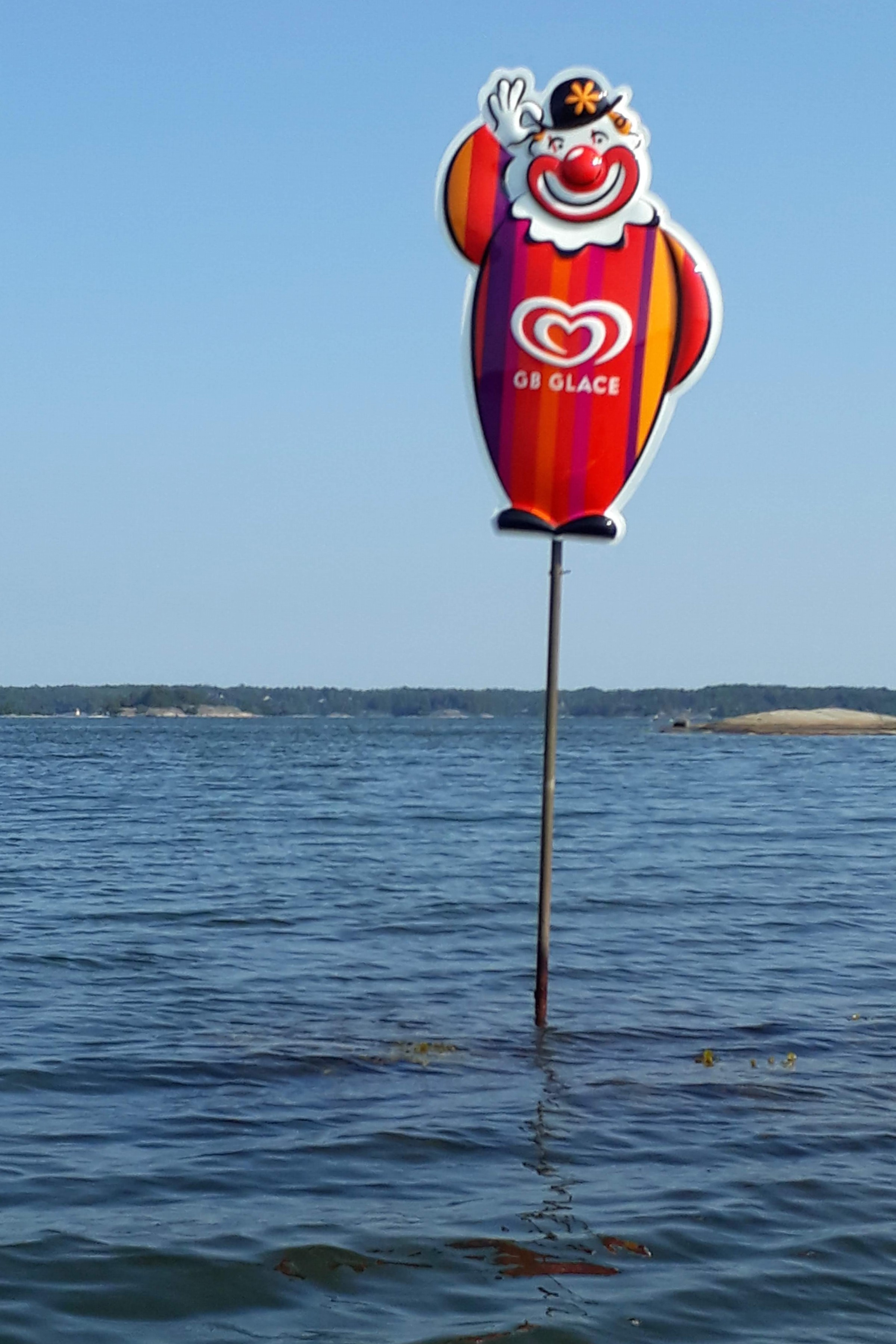
GB-gubben använd som markering för grynna i Stockholms skärgård.

I Sverige är det inte tillåtet för enskilda att markera grynnor, eftersom det enligt gällande regelverk (2016) ska göras av Sjöfartsverket. I Finland finns ett reglerat system för märkning av privata farleder med blå-vita kardinalmärken. I praktiken förekommer dessutom annan privat utmärkning.

## På sjökort

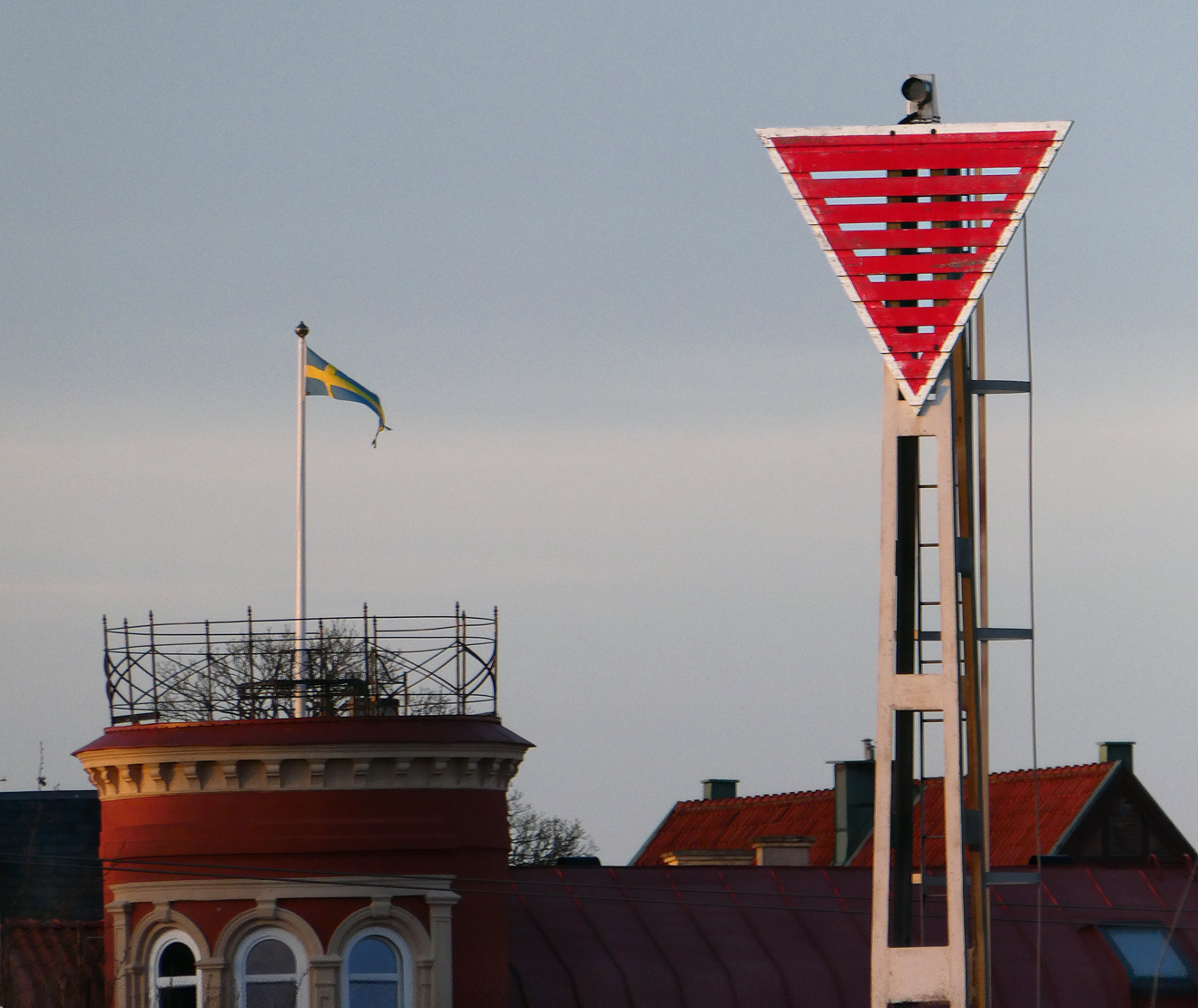
Enslinjens övre ensmärke vid inloppet till Ystads småbåtshamn 2021.

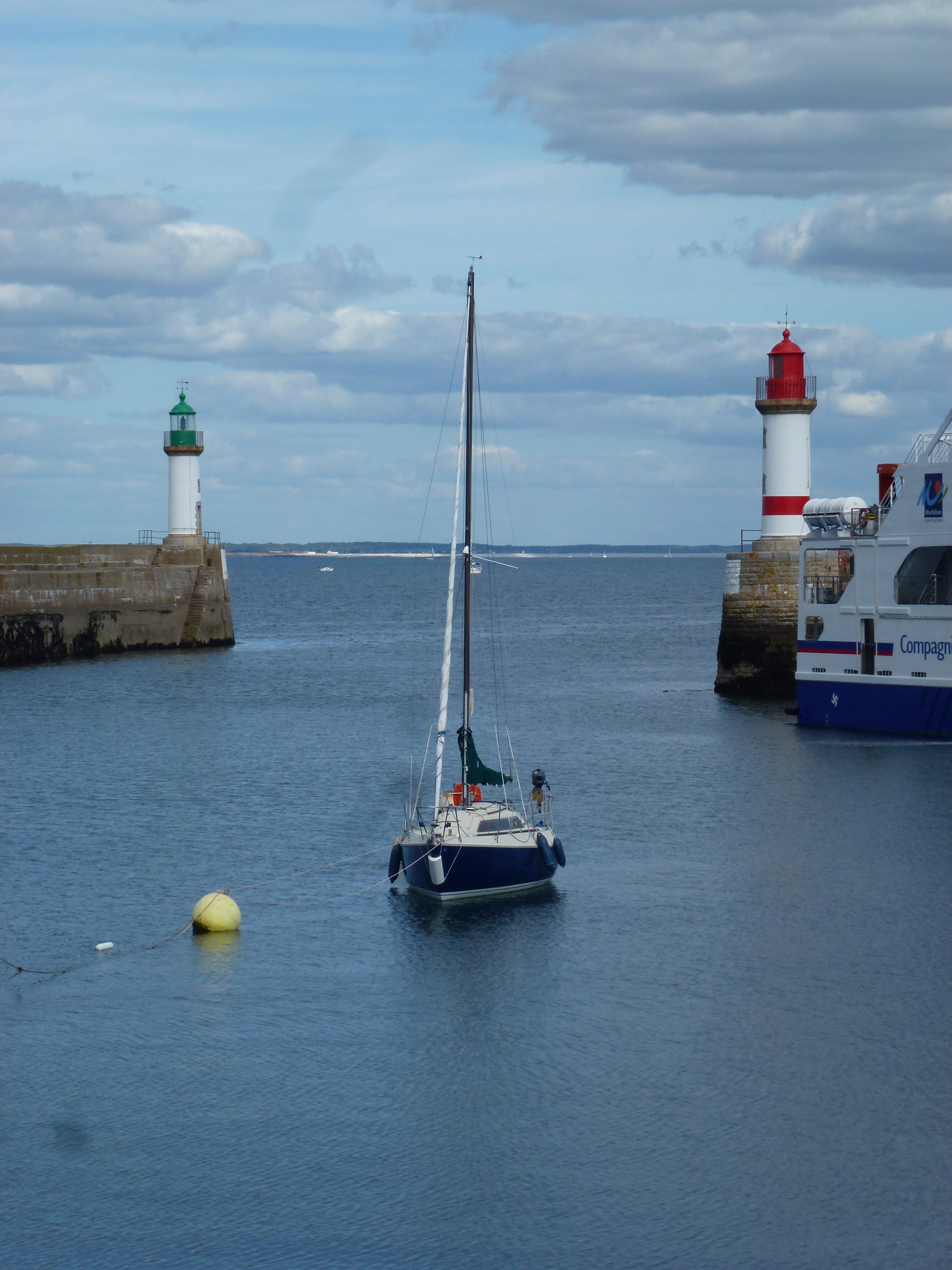
Grön och röd fyr vid inloppet till Saint Tudys hamn på Groix utanför franska kusten.

IHO har standardiserat sjökorten internationellt. De nationella standarderna utgår från IHO:s "INT 1", men tillåts använda egna tillägg och anpassningar med tanke på sina särdrag. De nationella sjökorten presenteras i "Kort 1", som är upplagt enligt INT 1, med tillägg och förklaringar för skillnaderna.
På svenska sjökort betecknas båkar och spirbåkar med Bk,, kummel med Kl (på äldre svenska sjökort K.L.), stångmärken med Stg (på äldre svenska sjökort S.T.G.).

## Bojar och prickar

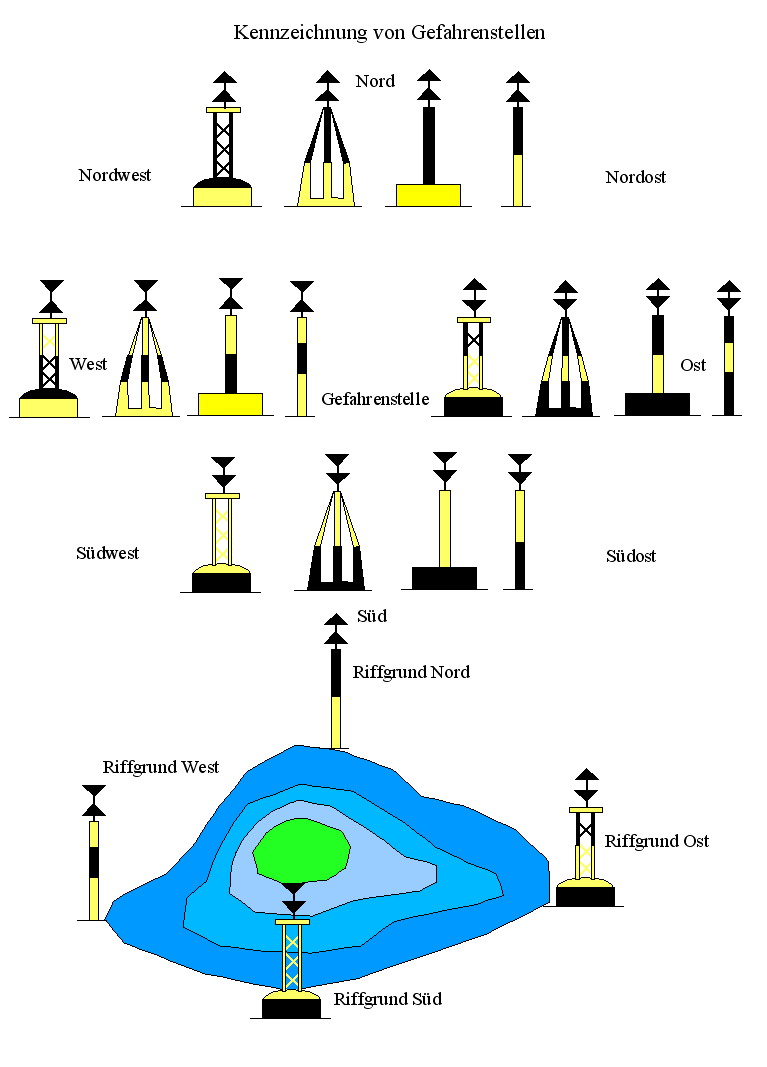
Olika kardinalmärken och deras placering kring en grynna.

Sedan 1980–1982 finns det så kallade System A med följande sex sjömärken (bojar eller prickar) som kallas flytande sjömärken, till skillnad från märken som är placerade på land. Kardinal- och lateralmärken finns också som fasta randmärken byggda på land eller på bottnen.
- Kardinalmärke, väderstrecksmärke som visar i vilket väderstreck grundet ligger. De är horisontellt gul- och svartrandiga och är ibland även försedda med två svarta konformade toppmärken. Färgsättningen och märkena visar grundets placering i förhållande till märket.
- Lateralmärke, sidomärke som markerar vilken sida som farleden har säkert djup. Grön eller röd beroende på vilken sida som är säker, olika i system A och system B.
- Mittledsmärke, är ett märke placerat med säkert djup på ömse sidor. De är vertikalt vit- och rödrandiga.
- Punktmärke, är ett märke som är placerat direkt på ett grund eller hinder som har begränsad utbredning. Det är svarta märken med minst ett rött horisontellt band, ibland kallade BRB (Black-Red-Black).
- Specialmärke, är inte till för navigering utan anger gräns för ett område eller indikerar var det finns kabel eller liknande. De är gula till färgen.
- Nytt hinder, är ett märke som används för till exempel vrak, sandbankar eller andra hinder som uppkommit snabbt. De är gul- och blårandiga och de ersätts av andra märken vid behov. Nya hinder kan också markeras genom två identiska sjömärken placerade intill varandra.